# Сьлепухово
Сьлепухово (пол. Ślepuchowo, нім. Friedensort) — село в Польщі, у гміні Оборники Оборницького повіту Великопольського воєводства.
Населення — 80 осіб (2011).
У 1975-1998 роках село належало до Познанського воєводства.

## Демографія
Демографічна структура станом на 31 березня 2011 року:
|          | Загалом | Допрацездатний вік | Працездатний вік | Постпрацездатний вік |
| -------- | ------- | ------------------ | ---------------- | -------------------- |
| Чоловіки | 45      | 9                  | 32               | 4                    |
| Жінки    | 35      | 5                  | 21               | 9                    |
| Разом    | 80      | 14                 | 53               | 13                   |